# 宮保鶏丁
宮保鶏丁（ゴンバオジーディン、拼音: gōngbǎo jīdīng）は、鶏肉とピーナッツを唐辛子とともに炒めた中華料理。別名は宮爆鶏丁、公爆鶏丁（いずれも発音は同じ、拼音: gōngbào jīdīng）。世界的にはクンパオチキン（英語: Kung Pao chicken）の呼称が汎用されている。
中華料理の細分としては四川料理、山東料理、貴州料理、北京料理として扱われており、使用する食材は同じでも味付けはそれぞれで異なる。

## 概要
賽の目切りにした鶏肉を油で炒めて火を通し、唐辛子、豆板醤、米酢、砂糖を加え、ピーナッツや白ネギと共に炒めた料理。
四川料理、山東料理、貴州料理、北京料理とでは異なる味となっている。
貴州料理などに用いられる油で揚げた唐辛子を粉末にした「煳辣椒（フーラージャオ）」を使い「煳辣味」と呼ばれる味が特徴であるが、四川では花椒を加えて麻辣味にすることも多い。逆に北京料理としては花椒は用いられない。

## 呼称
清の時代の官僚であった丁宝楨が深く関わったとされる料理である。「宮保」とは丁宝楨の死後に贈られた官職名であり、皇太子の教育係である太子太保の通称である。
「鶏丁」は鶏肉の角切りを意味する。
「宮保」は異説もあるが、以下のような説が信じられている。
- 丁宝楨は宴席で、鶏肉とカシューナッツをピリ辛味で炒めた料理を考案し、人々をもてなしていた。これが好評であり、宮保鶏丁と呼ばれるようになった[2]。丁は出世していき、四川総督になる。四川の蒸し暑い気候に合わせて唐辛子を多用するようにした料理も、同じ宮保鶏丁と呼ばれた[2]。
- 丁宝楨は貴州出身であり鶏肉、ピーナツと辛い味付けが好物であった[1]。山東に赴任した丁宝楨が四川料理の辣子鶏、貴州料理の貴州辣子鶏を参考に山東料理の醤爆鶏丁を自分好みにアレンジするよう料理人に命じて考案された料理である[1]。この料理はその後、宮廷料理としても加えられた。
- 時代が下って、清の官位の名称では具合が悪いと同音の「宮爆」「公爆」を用いるようになった[3]。また「爆」の字は中国料理においては「炒」よりもはるかに強い火力で短時間に加熱する料理法を指す。

宮保鶏丁と同様に食材をピーナッツとトウガラシで炒めた料理に、宮保海螺片（ツブ貝を薄切りにしたもの）、宮保蝦仁（エビ）、宮保牛肉（牛肉）といった料理があるほか、カエル、牡蠣、タウナギなどを用いた料理もある。

## その他
- 鶏を四角い塊に切って、熱の伝わり方を均等にすると共に味のしみこむ面が広くなるように改良したのは伍鈺盛（1913年 - 2013年）で、1950年のことである。伍鈺盛の改良したレシピは『中国名菜譜』（1958年刊行）に収録された[5]。
- 中国初の有人宇宙飛行を行った神舟5号には、宇宙食として八宝飯、魚香肉絲、宮保鶏丁といった中華料理が用意されていた[6]。